# Giardia lamblia
Giardia lamblia, також відомий як Giardia intestinalis та Giardia duodenalis, — джгутиковий паразитичний мікроорганізм, який утворює колонії та розмножується в тонкій кишці, спричиняючи діарею — характерний симптом інфекційної хвороби, відомої як лямбліоз, або жіардіаз (походить від назви організму). Паразит прикріплюється до епітелію за допомогою вентрального адгезивного диска, або присоска, і розмножується шляхом бінарного поділу. Лямбліоз не поширюється через кровообіг, а також не поширюється в інші частини шлунково-кишкового тракту, залишаючись на внутрішній поверхні тонкої кишки. Giardia lamblia має зовнішню мембрану, яка дозволяє йому виживати навіть за межами тіла хазяїна, що може робити його також толерантним до дезінфекції за допомогою хлору. Є багато способів передачі інфекції, найпоширенішим з яких є потрапляння цього паразита в організм через питну воду. Трофозоїти Giardia є анаеробами і живляться поживними речовинами, що містяться на внутрішній поверхні тонкої кишки. Якщо паразита виокремити і пофарбувати, він має характерний вигляд, що нагадує символ «смайлика». Головними шляхами потрапляння інфекції в організм людини є споживання неочищеної води, їжі, та ґрунту, забруднених калом інфікованих людей чи тварин, а також використання стічних вод для пиття, — останнє явище особливо поширене в багатьох країнах, що розвиваються; зараження природних вод також трапляється на тих вододілах, де відбувається інтенсивне випасання худоби. Зараження паразитом Giardia відбуваються по всьому світі, однак Giardia lamblia як кишкового паразита в США та в Канаді ідентифікують найчастіше — його виявляють у дітей у дитсадках, у туристів, у членів родин заражених осіб, а також у людей із послабленою імунною системою. У США звітують про приблизно 20 000 випадків зараження щороку.

## Життєвий цикл

Життєвий цикл Giardia lamblia

G. lamblia протягом свого життєвого циклу набуває двох морфологічно різних форм: трофозоїт і циста. Трофозоїт — це рухлива грушоподібна клітина, яка здатна мешкати лише в тонкій кишці хазяїна. Трофозоїти пливуть крізь кишковий слиз, аж доки не прилипають до кишкового епітелію хазяїна. Прилипнувши, трофозоїти починають процес поділу, при чому серед утворених дочірніх клітин можуть бути як трофозоїти, так і клітини стадії спокою — цисти. Цисти проходять крізь товсту кишку хазяїна і виходять назовні разом із калом. Вони стійкі до ушкодження і можуть перебувати зовні протягом тижнів, а то й місяців, за умови достатньої вологості. Цисти залишаються неактивними, аж доки не потраплять у травний тракт тварини-хазяїна. Потрапивши в тіло нового хазяїна, умови тамтешнього середовища (послідовний вплив спершу хлоридної кислоти, а потім — панкреатичних ензимів) запускають процес перетворення цисти на два трофозоїти, які, діставшись до тонкої кишки, приклеюються до епітеліальних клітин її стінок, запускаючи весь цикл наново.

## Екологія та поширення
Цисти можуть виживати в холодній воді протягом тижнів, а то й місяців, тож на них можна натрапити в забруднених колодязях та водних системах, особливо у застійних водах, як-то в природних ставках, збірниках дощової води, чи навіть у чистих на вигляд гірських потоках. Цисти також трапляються на різних поверхнях, ґрунті, їжі чи воді, забруднених калом інфікованих людей чи тварин. Також вони можуть перебувати в міських водних резервуарах, і вижити навіть після очищення води, оскільки цисти є резистентними до звичайних методів очищення води, таких як хлорування та озоноліз. Зоонозне поширення теж можливе, тож інфікування Giardia становить ризик для людей, які виїжджають на пікнік на природі, чи плавають у забруднених річках або озерах, особливо — в штучних озерах, що утворюються під впливом зведених бобрами дамб (звідси походить популярна в англомовному середовищі назва лямбліозу — «beaver fever», дослівно — «боброва гарячка»).
На додачу до водних джерел, фекально-оральна передача теж можлива, наприклад, у дитячих садках, де діти можуть бути незвиклими до належної гігієни. Ті, хто працює з дітьми, теж ризикують підхопити інфекцію, так само як і члени сімей заражених осіб. Не всі інфекції Giardia є симптоматичними, і чимало людей є носіями паразита, самі про це не знаючи.
Giardia інфікує людей, але він є одним із найбільш поширених паразитів і в котів, собак та птахів. Його носіями бувають десятки різних видів ссавців, серед яких — домашня худоба, вівці та кози.
Котів легко вилікувати, а ягнята зазвичай просто втрачають вагу, однак для телят такі паразити можуть бути фатальними, і нерідко не реагують на антибіотики чи електроліти. Інфіковані телята теж іноді не мають жодних симптомів. Цей паразит є смертельним для шиншил, тож слід приділяти особливу увагу тому, аби вони завжди отримували безпечну для пиття воду. Собаки мають статистично високий рівень зараження, оскільки відомо, що 30 % популяції віком до одного року інфікуються в собачих будках чи вольєрах. Інфекція превалює в цуценят, тоді як у дорослих собак трапляється рідше. Інфікованих собак можна ізолювати і вилікувати, або ж лікувати можна й цілий виводок разом. Вольєри й будки теж слід очистити за допомогою відбілювача чи іншого очисного дезінфікуючого засобу. Порослі травою місця, які використовувалися як ігрові майданчики для собак, слід вважати зараженими щонайменше протягом місяця після появи в собак симптомів інфекції, оскільки цисти можуть виживати в такому середовищі протягом тривалого періоду часу. Запобігти повторному зараженню можна за допомогою щонайменше 20-денного карантину інфікованих собак, і обережного та дбалого забезпечення їх чистою водою та їжею.

## Клітинна біологія

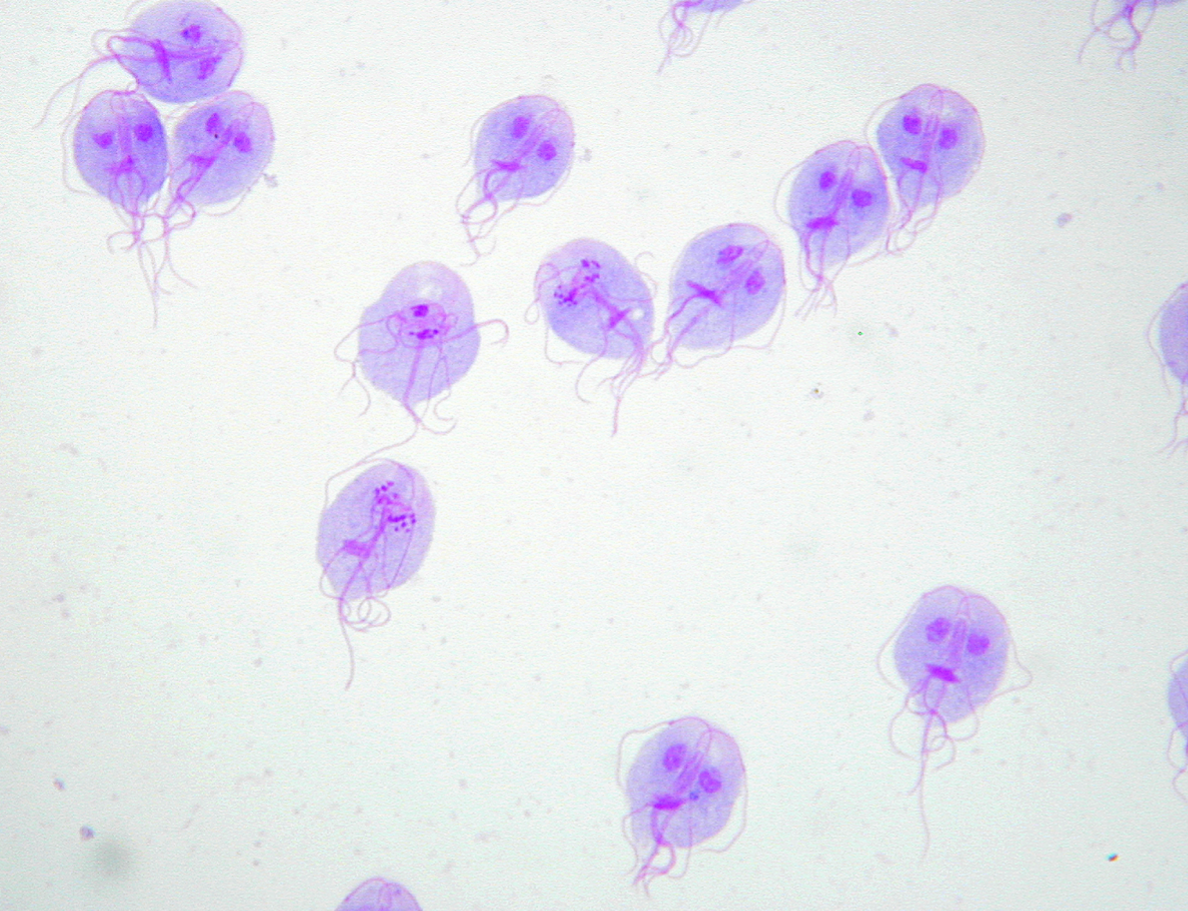
Трофозоїти Giardia після фарбування за Романовським—Гімзою; 100-кратне збільшення.

Трофозоїти G. lamblia — це грушоподібні клітини, від 10 до 20 мікрометрів у довжину, від 7 до 10 мікрометрів у ширину, та від 2 до 4 мікрометрів у товщину. Здатність рухатись їм забезпечена чотирма парами джгутиків, які штовхають трофозоїтів крізь кишечник. Кожна клітина G. lamblia має по два ядра, кожне з яких активно транскрибує гени. Поряд із ядрами клітини G. lamblia мають ендоплазматичний ретикулум, який простягається через більшу частину клітини. Трофозоїти, які от-от мають трансформуватися у цисти, також містять випуклі везикули, які окреслюють як «цистотворні везикули» (англ. encystation-specific vesicles), і які зникають одразу ж, як тільки починається спорудження стінки цисти. На відміну від більшості інших еукаріотів, клітини G. lamblia не містять помітних мітохондрій, а замість них мають значно зредуковану метаболічну органелу, яку називають мітосомою. Крім того, схоже на те, що клітини не містять тілець Ґольджі, а натомість їхня секреторна система цілковито складається з ендоплазматичного ретикулума і численних везикул, розкиданих по всій клітині, які називають «периферійними везикулами». Периферійні везикули є відповідальними як за підбирання позаклітинних поживних речовин, так і за виведення відходів з клітини. Кожна клітина також містить по парі незвичних «медіальних тіл» які формують частину цитоскелету G. lamblia. Трофозоїти приклеюються до епітеліальних клітин хазяїна за допомогою спеціальної дископодібної органели, яку називають «вентральним диском».
Цисти є овальними клітинами, дещо меншими за трофозоїтів. Вони не мають джгутиків, і покриті гладкою, прозорою стінкою цисти. Кожна циста містить органели для двох трофозоїтів: чотири ядра, два вентральні диски тощо.

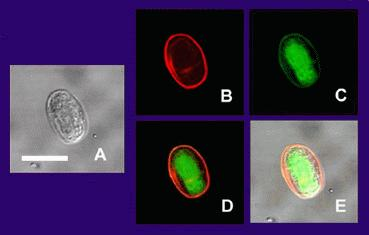
Декілька знімків цисти Giardia lamblia, виконаних за допомогою конфокального мікроскопа. Смужка масштабу = 10 мікрометрів
(A) Зображення цисти, виконане за допомогою диференціальної інтерференційно-контрастної мікроскопії.
(B) Стінка цисти, вибірково зображена за допомогою флуоресцентно позначеного антитіла.
(C) Циста, зображена за допомогою фарбування карбоксифлуоресцеїновим діацетатом.
(D) Композитне зображення, утворене із зображень (B) та (C).
(E) Композитне зображення, утворене із зображень (A), (B), та (C).

### Метаболізм
G. lamblia генерує свою енергію в основному за допомогою розщеплення глюкози через гліколіз, а також шляхом дигідролази аргініну. Мікроорганізм нездатний самостійно синтезувати нуклеотиди, і натомість підбирає їх з організму хазяїна. Синтез залізо-сірчаних кластерів здійснюється у двомембранній органелі, яку звуть мітосомою, і яка, ймовірно, є залишком мітохондрії. Кожна клітина містить від 25 до 100 мітосом, які діляться на дві категорії: периферійні мітосоми, розкидані по всій клітині, і центральні мітосоми, з невідомих причин накопичені в її центрі. Як і в мітохондріях, білки з певною пептидною сигнальною послідовністю транспортуються до мітосоми та імпортуються в неї. На відміну від мітохондрій, мітосоми не мають власного геному. Усі мітосомні гени закодовані в ядерному геномі Giardia.

### Генетика
Giardia та інші дипломонади є унікальними в тому, що мають по два ядра, які є однаковими за виглядом, вмістом ДНК, транскрипцією та часом реплікації. Є по п'ять хромосом на гаплоїдний геном. Секвенування геному зробили й опублікували 2007 року, хоча послідовність має декілька прогалин. Ця послідовність складається приблизно з 12 мільйонів пар основ, і містить близько 5000 білок-кодуючих генів. Вміст GC становить 46 %. Плоїдність трофозоїтів — чотири, тоді як плоїдність цист — вісім, що, у свою чергу, піднімає питання, яким чином Giardia зберігає гомогенність між хромосомами однакових та протилежних ядер. Використовувалися також сучасні технології секвенування для повторного секвенування різних штамів.

## Еволюція
Раніше науковці припускали, що мікроорганізми Giardia є примітивно безстатевими і не мають засобів для передачі ДНК між клітинними ядрами. Ці припущення створили значні труднощі для пояснення вкрай низького рівня алельної гетерозиготності (< 0.01 %) в геномному ізоляті, WB. Однак усі ті припущення про безстатевість тепер піддають сумніву, оскільки генетика популяцій виявила певні свідчення на користь рекомбінації та ідентифікувала мейотичні гени, виявила ознаки рекомбінації між ізолятами, а також ознаки обміну генетичним матеріалом між ядрами в процесі цистоутворення.
Описані вище свідчення про статевість організмів Giardia мають суттєве значення для розуміння походження статевого розмноження в еукаріотів. Попри те, що статеве розмноження є поширеним серед існуючих еукаріотів, ще донедавна видавалося малоймовірним, що стать може бути примордіальною і фундаментальною рисою еукаріотів. Ймовірною причиною превалювання точки зору, згідно з якою стать не є фундаментальною рисою еукаріотів, є те, що певні патогенні одноклітинні еукаріоти (такі як той же Giardia), які відокремились від найдавніших гілок у родоводі еукаріотів, на позір не мали ознак статевого розмноження.
На додачу до описаних вище свідчень рекомбінації в Giardia, Malik et al. повідомили, що в геномі Giardia трапляється чимало генів, необхідних для мейозу, а також, що гомологи цих генів трапляються і в іншому одноклітинному еукаріоті — Trichomonas vaginalis. Оскільки ці два види є нащадками родоводів, які є надзвичайно дивергентними відносно інших еукаріотів, Malik et al. припустили, що ці мейотичні гени можуть походити від спільного предка всіх еукаріотів. Тому, якщо дотримуватися такої точки зору, найдавніший предок еукаріотів, ймовірно, був здатним до статевого розмноження. Крім того, Dacks and Roger на основі філогенетичного аналізу висловили припущення, що факультативна стать була присутня у спільного предка всіх еукаріотів. Bernstein et al. теж дослідили свідчення на підтримку цієї точки зору.
Наразі виявлено вісім різновидів генотипу Giardia lamblia (A-H). Генотипізація паразита G. lamblia, ізольованого від різних хазяїв, виявила, що генотипи A та B заражають найбільший діапазон різних видів тварин, і можуть бути основними (або, можливо, єдиними) генотипами G. lamblia, які є однозначно заразними для людей.

## Дослідження
Доктор Френсіс Гіллін з Університету Каліфорнії в Сан-Дієго разом зі своїми колегами відтворила в лабораторії повний життєвий цикл цього паразита, а також ідентифікувала біохімічні сигнали в травній системі хазяїна, які запускають трансформації життєвого циклу Giardia. Науковці також розкрили декілька способів, які цей паразит використовує для уникнення захисних механізмів зараженого організму. Одним із таких способів є модифікація білків на поверхні власної клітини, що заважає імунній системі інфікованого організму виявляти і боротися з цими паразитами (така поведінка зветься антигенною варіацією). Робота Гіллін пояснює, чому зараження Giardia є надзвичайно стійкими та схильними до рецидивів. Крім того, такі відомості про біологію та техніки виживання цього паразита дають науковцям змогу розробляти кращі стратегії для розуміння, запобігання і лікування інфекцій, спричинених мікроорганізмом Giardia lamblia.
У грудні 2008 року журнал «Nature» опублікував статтю про відкриття механізму втручання в РНК, який надає Giardia змогу перемикати варіантні поверхневі білки для уникнення реакції імунної системи хазяїна. Це відкриття здійснила команда науковців під керівництвом доктора Г'юго Лужана в Лабораторії біохімії та молекулярної біології медичної школи Католицького університету Кордоби, Аргентина.

## Історія

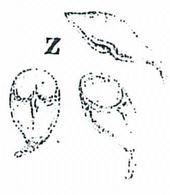
Малюнок трофозоїта Giardia, виконаний Вілемом Лямблем та опублікований 1859 року.

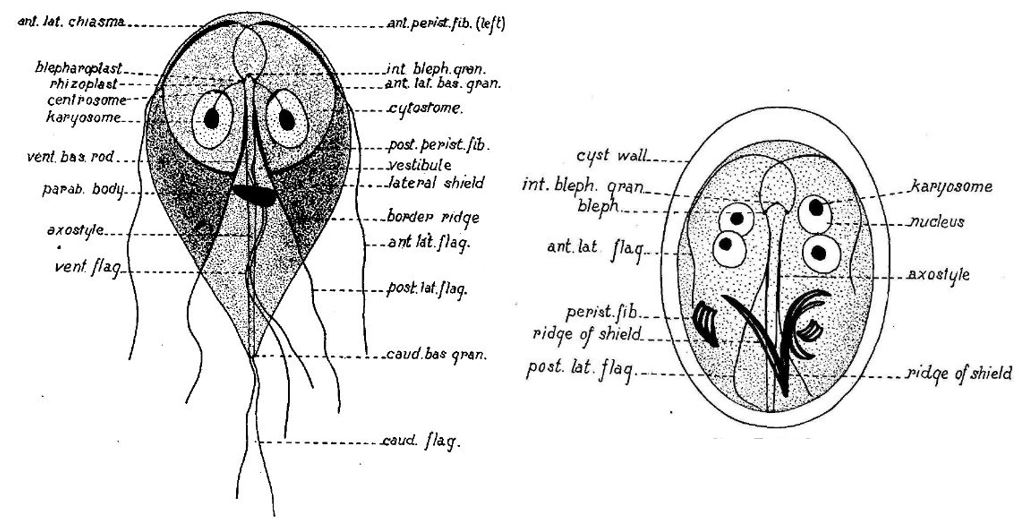
Малюнки трофозоїта й цисти Giardia, виконані Чарльзом Саймоном 1921 року.

Ймовірно, перший опис паразита Giardia зробив 1681 року Антоні ван Левенгук, який у своєму листі до Роберта Гука описав «крихітних тваринок», що нагадують трофозоїтів Giardia, яких він виявив у зразку свого калу. Про наступні описи Giardia нічого не відомо аж до 1859 року, коли чеський лікар Вілем Лямбль опублікував опис трофозоїтів, які він спостерігав у зразку калу одного зі своїх педіатричних пацієнтів. Лямбль назвав цей організм Cercomonas intestinalis. 1888 року Рафаель Бланшар перейменував його на Lamblia intestinalis на честь Лямбля. 1915 року Чарльз Ворделл Стайлз перейменував мікроорганізм на Giardia lamblia на честь Лямбля та паризького професора Альфреда Матьє Жіара. 1921 року Чарльз Саймон опублікував детальний опис морфології паразита.